# Gatka
El gatka es un tipo de combate indio que se originó alrededor del año 1.600 D.C., dentro de la entonces recién formada religión sij. Fue establecida desde entonces por el gurú sij Gurú Hargobind, el sexto gurú sij descendiente de una gama de maestros espirituales dentro del sijismo. Este tipo de combate fue establecido dentro de momentos críticos de guerra dentro de la invasión islámica en el subcontinente indio.

## Breve historia
El gatka tiene una fuerte raíz que se asentó con los comienzos del hinduismo, principalmente en el Sur de la India, dentro de la provincia de Kerala, nombrado desde sus inicios como kalaripayatu (kalareepajat). En su raíz etimológica, la palabra kalaripayatu desciende de dos fuentes principales: 
- kala, descendiente de Kali, la diosa hinduista de la muerte, y
- payat, que significa ‘defensa’.

Dentro de esta corriente fundamentalmente filosófica, uno de los maestros más destacados fue Sri Mahatma Pahalavi Balachandran Shivananda Ji, que fundó su escuela Shivasana en el año 340 a. C. Hasta la fecha esa escuela practica gatka, sobre todo en Kerala. El descendiente más moderno de esa escuela es Sri Mahatma Pahalavi Balachandran Rama Das Ji (1949-), que dentro de su país ha recibido innumerables trofeos.
El gatka se fue institucionalizando con el pasar de los gurúes sij descendientes, hasta llegar con el décimo gurú, Guru Gobind Singh Khalsa Ji, el fundador elemental del sijismo moderno. Él estableció dentro de sus mandatos que todo sij creyente ―u hombre de fe que creyera en las enseñanzas contenidas en el sagrado Gurú Granth Sahib― debería saber cómo defender su vida cuando esta se encontrara en extremo peligro, y poder defender el derecho de la vida de los demás con la fuerza de un hombre singh (‘león’), y poder enfrentar un combate con la fuerza de diez hombres.
El maestro actual del gatka en India es Nihang Sahib Ravinder Singh Khalsa Ji, maestro que reside en Amritsar y en Chandigarh.

## Tipos de armas principales
Existen muchos tipos de armas blancas dentro de la práctica que tienen una raíz fusionada de las espadas arábigas y surindias. El arma principal se llama khanda, que es el propio símbolo dentro del sijismo de la rectitud, la inmortalidad y la justicia. Es un arma que tiene que medir aproximadamente todo el miembro inferior del practicante, desde la cabeza del fémur hasta el tobillo. La espada khanda está hecha principalmente de bronce y acero cromado, y pesa unos 4 kg, lo que hace difícil su manejo. El practicante inicial nunca practica con armas blancas punzocortantes, en vez su práctica rudimentaria se basa en el dominio principal de las armas ciegas, sottis, que son en su base bastones de varias medidas que sirven para enseñar al discípulo a entrenarse en el arte. Las armas se dividen en la siguiente categoría de aprendizaje:

### Armas ciegas (sottis)
- sotti, bastón corto, espada "ciega" (sin filo ni punta) de bambú.
- chakram (chakkar) o ghimpa, boleadora múltiple que se sujeta de un arco en su centro.
- dhalis o escudos de fibra de coco y metal.
- lathi, bastones largos y lanzas.

### Armas blancas (shastras)
- kirpan, espada de una hoja curva.
- talwaar, espada curva de un filo y de cuello ancho.
- khanda, espada de doble hoja.
- katar, o cuchillo de 1 m y de doble punta.
- marati, o látigo de cuero o de metal.
- tapar, o hacha de doble filo.
- tir kaman, o arcos y flechas.
- barcchi, o cuchillo arábigo.

Las armas de fuego son solo permitidas legalmente en territorio indio, principalmente en el estado de Panyab dentro de ciertas zonas de tiro y práctica. Dichas armas son solo manejadas deportivamente por los maestros de alto rango.

## Escuelas de gatka
Hay que recordar que la práctica del gatka es una institución practicada e impartida por devotos sijes. Cuando un practicante quiere convertirse en un khalsa (‘puro’), tiene que pasar ante una iniciación que se le llama Amrit. El Amrit se lleva a cabo dentro de un Gurdwara en donde el Granthi, o Custodio del Libro Santo, bajo la aprobación de la comunidad y de los cinco Panja Piares(Los Cinco Bienamados) consagra al nuevo practicante ante el Siri Guru Granth Sahib.
El amritdhari es aquel que forma parte de la hermandad mundial khalsa y se torna bajo el modus vivendis propiamente sij, llevando las «cinco k» (véase el artículo Sijismo). Este es un paso fundamental para convertirse en un akal fauj (‘soldado santo’ o ‘soldado inmortal’). El papel de la mujer se torna equitativo para la práctica, y no se toman en cuenta niveles de educación marcial. Queda prevista que el gatka es tan solo una seria disciplina para amoldar los pensamientos, la conducta y el físico y acercarse al pensamiento filosófico sin someter a nadie a una práctica salvaje o fanática pero siempre en el marco del sijismo. Dentro de las exposiciones de combate se tiende a demostrar el poderío y las habilidades de los combatientes, que solo toman la disciplina en un juego de armas sin tratar de herir al hermano oponente. Los desfiles en India son elaborados desde la utilización de elefantes armados, camellos y caballos. Por siglos los nihang han sido los custodios especiales de este arte marcial sij.
Actualmente existen cuatro escuelas sobresalientes de gatka:
- la escuela india "Sri Gobind Singh Khalsa Youth Foundation", en Amritsar (India).
- la escuela británica "No Fear, No Hate. Sikh Martial Combat Foundation"
- la escuela estadounidense "Sri Gobind Singh Rahar Patna"
- la escuela sudamericana "Sikh Dharma Bhaibandi", en Montevideo (Uruguay).